# آی-لند ۲
آی-لند ۲ (به کره‌ای: 아이랜드 2; انگلیسی: I-Land2) یک ریلتی شوی رقابتی ساخته شده توسط ام‌نت با همکاری ویک‌وان و بلک لیبل است. این برنامه دنبالهٔ آی-لند (۲۰۲۰) است که گروه انهایپن را تشکیل داد. این برنامه از ۱۸ آوریل ۲۰۲۴، پنجشنبه‌ها ساعت ۲۰:۵۰ (کی‌اس‌تی) از ام‌نت پخش شد و روند ایجاد گروه دخترانهٔ جدید را دنبال می‌کند. گروه دخترانهٔ تشکیل شده توسط این برنامه توسط ویک‌وان آموزش می‌بینند و مدیریت می‌شوند و اولین گروه دخترانهٔ غیر موقت این شرکت با یک قرارداد استاندارد خواهد بود.

## عوامل
- راوی: سونگ کانگ
- مدیر اجرایی تولید: تدی پارک
- تهیه‌کننده اصلی: ته‌یانگ
- تهیه‌کنندگان موسیقی: ۲۴ و وی‌وی‌ان
- کارگردانان اجرا: لی‌جونگ لی و مونیکا
- مربی ویژه: جون سومی (قسمت ۴)
- کارگردانان اجرای ویژه: کیم جه هوان و لیپ جی (قسمت ۴–۵)